# 1689 en droit
Chronologie en droit

Cet article présente les faits marquants de l'année 1689 en droit.

## Événements
- La Compagnie des Marchands Aventuriers perd son monopole[1].

- 22 janvier : réunion du Parlement d'Angleterre en assemblée à pouvoir constituant (Convention). Le 25 ou le 28 janvier, il déclare le trône vacant et le 6 ou le 12 février l’offre à Marie et Guillaume d’Orange à condition qu’ils jurent de respecter la Déclaration des droits[2].

- 13 février : « Bill of Rights » (ou Déclaration des droits) accordé par Guillaume d'Orange à ses sujets britanniques. Fondation de la monarchie parlementaire britannique[3]. Le Bill précise les droits de la personne (réaffirmation de l’Habeas corpus). La censure est abolie. Les libertés de réunion et de pétitions sont affirmées. Les prérogatives fiscales du roi sont limitées. Le roi ne dispose ni d’un budget illimité, ni du commandement d’une armée permanente : son rôle est essentiellement exécutif[4].

- 18 avril : révolte de Boston au cours de laquelle le gouverneur Edmund Andros est arrêté et le dominion de Nouvelle-Angleterre est dissous[5].

- 21 avril (11 avril du calendrier julien) : le Parlement écossais adopte une Proclamation du Droit (Claim of Right) et les Articles de Doléances (Articles of Grievances, adoptés le 23 avril), qui reconnaissent Guillaume d’Orange comme roi d’Écosse en échange, entre autres, de l’abolition de l’épiscopat[6] (acte du 22 juillet 1689).

- 29 avril : traité de Whitehall entre l’Angleterre et les Provinces-Unies[7].

- 7 mai-13 juillet : Jacques II convoque un Parlement à Dublin qui abolit l’Act of Settlement et rend les terres prises aux catholiques en 1641[8].

- 12 mai : traité de Vienne. Alliance entre les Provinces-Unies et l'empereur Léopold Ier[9].

- 24 mai : loi de tolérance pour les protestants non-conformistes (Act of Toleration)[3].

- 31 mai : révolte de Jacob Leisler qui dirige un soulèvement de fermiers contre l’aristocratie foncière à New York. Leister est pendu le 16 mai 1691 et l’attribution de gigantesques domaines aux barons se poursuit[10].

- 3 - 11 juillet : adoption de la confession baptiste de foi de Londres[11].

- 7 septembre : traité de Nertchinsk[12]. L'empereur chinois Kangxi établit des relations diplomatiques avec la Russie. Les deux pays fixent leur frontière au traité de Nertchinsk, stoppant l'expansion russe en Extrême-Orient. La Russie renonce à ses prétentions sur le bassin de l'Amour à la limite sud-est de la Sibérie.

- 24 septembre : nouveau traité de paix entre la France et Alger[13].